# Miroslav Bilać
Miroslav Bilać je bio poznati bosanskohercegovački slikar i kazališni scenograf.

## Životopis
Miroslav Bilać je rođen u Travniku 1931. godine. Osnovnu školu je završio u rodnom gradu. Dok je pohađao srednju školu u Tuzli, pozornost mu je privuklo kazalište, pa je tu strast pretočio u svoj životni poziv. Usporedo, njegov prirodni talent za umjetnost u slikarstvu je utvrdio na Akademiji likovnih umjetnosti u Zagrebu.
Radni vijek je proveo u kazalištu kao profesionalni scenograf. Za Kamerni teatar 55 u Sarajevu, kao i za mnoga druga kazališta širom Bosne i Hercegovine, uradio je oko 200 scenografija. Godine 1956. počeo je izlagati s Udrugom likovnih umjetnika Bosne i Hercegovine (ULUBIH), a 1966. godine postao je i članom ove udruge. S ULUBIH-om je redovito izlagao u zemlji i inozemstvu. Samostalno je priredio oko 500 izložbi u BiH i drugim gradovima bivše Jugoslavije kao i u inozemstvu. Ostvario je studijska putovanja u zemlje Europe i Latinske Amerike. Za svoju djelatnost dobio je razna priznanja i nagrade. Od 1992. godine je u mirovini i sve svoje slobodno vrijeme i energiju troši u svom atelijeru.
Preminuo je 21. kolovoza 2003. u Sarajevu u 73. godini. Sahranjen je na groblju "Sveti Josip" u Sarajevu, a komemoracija je održana u Kamernom teatru 55. Osim Kamernog teatra, u organiziranju komemoracije su učestvovali Hrvatsko kulturno društvo Napredak i ULUBiH. Na komemoraciji su o Bilaću govorili mnogi istaknuti bosanskohercegovački kulturni radnici i umjetnici.

## O djelu Miroslava Bilaća
Povodom pedesetogodišnjice likovne aktivnosti Miroslava Bilaća, na poziv ugledne umjetničke galerije "Mediteraneo" Casa del arte, u lipnju 2003. održana je samostalna izložba slika Miroslava Bilaća u Londonu. Otvaranju izložbe nazočili su predstvanici Bh., Hrvatske, Jugoslovenske, Slovenačke i Makedonske ambasade u Londonu kao i mnogobrojni ljubitelji slikarstva iz Engleske.
O Miroslavu Bilaću i njegovom djelu, istaknuti kazališni i likovni kritičar i publicista Vojislav Vujanović je napisao: Miroslav Bilać je pjesnik konja i pjesnik vode. Od prepoznatljivih stvari on gradi svoj mit, oblikuje svoju tajnu. On ne deskribira iako se koristi ustaljenom figuralnom leksikom. Njegov svijet se ne rastvara već se svodi u pomalo čudesan pokturalni slog koji bi, u svakom drugom odnosu, zračio nelagodom, zvučao hladno i oporo. A on ga smiruje, zatamnjuje njegovu prirodnu pigmentnu iskričavost i onda ga, iz nutrine, prosvjetljuje, poetski umekšava, oplemjenjuje, čini toplim. To je alkemija koja se ne ponavlja i koja se ne može svoditi u ranije uspostavljenu nomenklaturu odnosa... Ciklus o vodi je njegov, možda, umjetnički najdograđeniji, misaono iscjeziliran, s do kraja dograđenim unutarnjim skladom i glazbenom puninom. U njemu je, do pune stvaralačke konzekvetnosti, dovedeno njegovo poimanje egzistencijalne drame, gdje se odbačeni elementi nekadašnjega organskog stroja, grmlje i grane bore za svoju egzistenciju dok voda, izvorište neuništive energije, onesmišljava taloženom skramom algi i svega onoga što razgolićuje njihovu egzistentnost do bezdušja i životne praznine. No, kada se uzme u obzir da ni ovdje nije izostao onaj skriveni poetski zanos u kome se otkriva iskonska stvaralačka vokacija, sva ta drama poprima i sasvim očevidnu lirsku transparentnost, u kojoj i te polomljene grane, izdvojene iz svoje egzistencije obesmišljenosti, postaju male lirske kantilene koje od čovjeka izmamljuju tihi, blagi osmijeh ljudskosti. Živio je tiho, reklo bi se: snatreći. Njegova je duša bila oslobođena nagona pohlepe i zla, nagona mržnje i zavisti. Himba je bila izvan prostora njegove svijesti. Govorio je malo, samo onda kada je trebalo izreći nešto plemenito. To plemenito je imalo svoje jezgro iz kojega je istjecala njegova inspiracija. Živio je, svom predanošću, u svome svijetu, u njemu osjećao životnu slobodu, u njemu nalazio priklonište od svih iskušenja koje mu je naturala nevoljna stvarnost...

## Vanjske poveznice
- http://www.miroslavbilac.com/index.html
- http://www.vodic.ba/travnik/kultura-i-sport
- http://agiart.tripod.com/Enciklopedija_b.htm